# Yaco
Yaco è un comune (municipio in spagnolo) della Bolivia nella provincia di Loayza (dipartimento di La Paz) con 9.178 abitanti (dato 2010).

## Cantoni
Il comune è suddiviso in 8 cantoni (popolazione 2001):
- Caxata - 329 abitanti
- Challoma - 751 abitanti
- Chucamarca - 1.318 abitanti
- Llipi Llipi - 251 abitanti
- Tablachaca - 474 abitanti
- Umalaco - 318 abitanti
- Villa Puchuni - 3.145 abitanti
- Yaco - 1.270 abitanti